# Eldar Əzimzadə
Eldar Muhtarovics Azim-Zagye (cirill betűkkel Эльдар Мухтарович Азим-Заде, azeri nyelven Eldar Əzimzadə); (Baku, 1939. május 25. – 2003. január 20.) szovjet-azeri nemzetközi labdarúgó-játékvezető, edző.

## Pályafutása

### Labdarúgóként
Tizenévesen lakóhelyének csapatában csatárként játszott. 1952-ben ifjúsági válogatott lett.

### Nemzeti játékvezetés
Egy felkészülési mérkőzésen nem jelent meg a bíró, nézőként jelen volt, mint testnevelő tanárt felkérték, hogy vezesse le a találkozót. A játékvezetői vizsgát 1957-ben tette le. A küldési gyakorlat szerint rendszeres partbírói tevékenységet is végzett. 1961-től az azeri nemzeti bajnokság bírója. 1967-ben lett a szovjet I. Liga játékvezetője. A nemzeti játékvezetéstől 1983-ban vonult vissza. Első ligás mérkőzéseinek száma: 148.
| Időpont              | Helyszín                 | Mérkőzés típusa         | Mérkőzés                               |
| -------------------- | ------------------------ | ----------------------- | -------------------------------------- |
| 1967. szeptember 25. | Torpedo Stadion, Moszkva | első I. Ligás mérkőzése | FK Torpedo Moszkva – FK Zorja Luhanszk |

| Időpont | Helyszín                 | Mérkőzés típusa           | Mérkőzés                       |
| ------- | ------------------------ | ------------------------- | ------------------------------ |
| 1983.   | Torpedo Stadion, Moszkva | utolsó I. Ligás mérkőzése | FK Torpedo Moszkva–FK Jalgiris |

### Nemzetközi játékvezetés
A Szovjet Labdarúgó-szövetség Játékvezető Bizottsága (JB) terjesztette fel nemzetközi játékvezetőnek, a Nemzetközi Labdarúgó-szövetség (FIFA) 1975-től tartotta nyilván bírói keretében. Több nemzetek közötti válogatott és klubmérkőzést vezetett, vagy működő társának partbíróként segített. Az szovjet nemzetközi játékvezetők rangsorában, a világbajnokság-Európa-bajnokság sorrendjében többedmagával a 11. helyet foglalja el 4 találkozó szolgálatával. Az aktív nemzetközi játékvezetéstől 1982-ben búcsúzott. Válogatott mérkőzéseinek száma: 4.

#### Labdarúgó-világbajnokság

##### U20-as labdarúgó-világbajnokság
Tunézia rendezte az első, az 1977-es ifjúsági labdarúgó-világbajnokságot, ahol a FIFA JB bíróként foglalkoztatta.

###### 1977-es ifjúsági labdarúgó-világbajnokság
| Időpont         | Helyszín                 | Mérkőzés típusa              | Mérkőzés              | Eredmény |
| --------------- | ------------------------ | ---------------------------- | --------------------- | -------- |
| 1977. július 3. | el-Menza Stadion, Tunisz | csoportmérkőzés (A. csoport) | Spanyolország–Tunézia | 0 : 1    |

---
A világbajnoki döntőhöz vezető úton Argentínába a XI., az 1978-as labdarúgó-világbajnokságra és Spanyolországba a XII., az 1982-es labdarúgó-világbajnokságra a FIFA JB bíróként alkalmazta.

##### 1978-as labdarúgó-világbajnokság

###### Selejtező mérkőzés
| Időpont          | Helyszín                         | Mérkőzés típusa           | Mérkőzés         | Eredmény | Nézők száma |
| ---------------- | -------------------------------- | ------------------------- | ---------------- | -------- | ----------- |
| 1977. október 9. | Idrætsparken Stadion, Koppenhága | előselejtező (1. csoport) | Dánia–Portugália | 2 : 4    | 23 300      |

##### 1982-es labdarúgó-világbajnokság

###### Selejtező mérkőzés
| Időpont            | Helyszín                 | Mérkőzés típusa           | Mérkőzés          | Eredmény | Nézők száma |
| ------------------ | ------------------------ | ------------------------- | ----------------- | -------- | ----------- |
| 1980. november 19. | Heysel Stadion, Brüsszel | előselejtező (2. csoport) | Belgium–Hollandia | 1 : 0    | 57 665      |

#### Labdarúgó-Európa-bajnokság
Az európai-labdarúgó torna döntőjéhez vezető úton Olaszországba a VI., az 1980-as labdarúgó-Európa-bajnokságra az UEFA JB játékvezetőként foglalkoztatta.

##### 1980-as labdarúgó-Európa-bajnokság

###### Selejtező mérkőzés
| Időpont            | Helyszín                  | Mérkőzés típusa           | Mérkőzés          | Eredmény | Nézők száma |
| ------------------ | ------------------------- | ------------------------- | ----------------- | -------- | ----------- |
| 1979. április 18.  | Központi Stadion, Lipcse  | előselejtező (4. csoport) | NDK–Lengyelország | 2 : 1    | 55 000      |
| 1979. november 21. | Heysel Stadion, Bruxelles | előselejtező (2. csoport) | Belgium–Skócia    | 2 : 0    | 14 289      |

#### Olimpiai játékok
Az 1980. évi nyári olimpiai játékok labdarúgó tornáján a FIFA JB erős sportpolitikai döntéssel játékvezetői szolgálatra alkalmazta. Az olimpiák történetében első szovjetként (azeriként) vezethette a döntő találkozót.

##### 1980. évi nyári olimpiai játékok
| Időpont            | Helyszín               | Mérkőzés típusa              | Mérkőzés              | Eredmény | Nézők száma |
| ------------------ | ---------------------- | ---------------------------- | --------------------- | -------- | ----------- |
| 1980. július 24.   | Dinamo Stadion, Minszk | csoportmérkőzés (C. csoport) | Spanyolország–Algéria | 1 : 1    |             |
| 1980. augusztus 2. | Lenin Stadion, Moszkva | döntő                        | Csehszlovákia–NDK     | 1 : 0    | 70 000      |

## Sportvezetőként
1983-ban a szovjet Testnevelési és Sport Bizottsága  labdarúgó szekciójának vezette.

## Sikerei, díjai
- A szovjet JB kilenc alkalommal – 1974, 1975, 1976, 1977, 1978, 1979, 1980, 1981, 1982 – választotta a legjobb 10 játékvezető közé.
- A szovjet JB kilenc alkalommal – 1979, 1980, 1982 – megválasztotta az Év játékvezetőjének.
- A Szovjetunióban elismerésül, a 100 első osztályú bajnoki mérkőzés vezetését követően arany jelvényt kaptak a játékvezetők.
- Az 1980. évi nyári olimpiai játékok labdarúgó tornájának végén Juan Antonio Samaranch a NOBg elnöke aranyéremmel és oklevéllel ismerte el szakmai felkészültségét.